# Hälsinglands Folkblad
Hälsinglands Folkblad var en socialdemokratisk tidning i Gävle och senare Söderhamn, riktad till Hälsingland.
Hälsinglands Folkblad började utges 1915 som en edition av Arbetarbladet i Gävle med Adolv Olsson som redaktör. Den övertogs av Söderhamns-Kuriren i Söderhamn 1934 och utgavs under namnet Hälsinge-Kuriren från 1949.

## Redaktörer
- 1915–1934 – Adolv Olsson
- 1934–1947 – August Efraim Palm
- 1947–1949 – Ragnar Furbo